# Marina Piccola
Marina Piccola (en français petit port, aussi appelé Marina di Mulo) est un port situé sur la côte sud de l'île de Capri. Il se trouve près des Faraglioni di Capri. La Via Krupp est un sentier pédestre historique pavé qui relie la  Chartreuse Saint-Jacques de Capri et les Jardins d'Auguste avec Marina Piccola. 
La Marina Piccola, utilisée par Auguste et Tibère, précède la Marina Grande.